# Motorsågen (film)
Motorsågen är en svensk TV-film (drama) från 1983 med regi och manus av Lars-Göran Pettersson. I rollerna ses bland andra Bo Lindström, Göran Nilsson och Åke Lindman.
Filmens förlaga var romanen Motorsågen av Nils Parling (1950). Filmen sändes ursprungligen i Sveriges Television den 21 april 1983 och var 70 minuter lång. 2013 sändes den på nytt av SVT inom ramen för serien Minnenas television.

## Handling
Filmens handlar om ett skogsarbetarlag och hur detta reagerar när skogsbolaget vill att de ska börja använda motorsåg.

## Medverkande
- Bo Lindström – Manne
- Göran Nilsson – Elov
- Åke Lindman – Evert
- Anders Nyström – Gabriel
- Gustav Kling – "Muskeltupp"
- Anja Landgré – Elsa i Råa
- Emy Storm	– Elna
- Rune Jansson – förvaltaren Bergfors
- Henning Lundström	– skogvaktaren Öman
- Bill Lindfors	– motorsågaren Engström
- "Hovsta-Holger" Tångström – apteraren Andersson